# 卡琵莉亞
卡琵莉亞是一種以卡夏莎為基酒調製而成的雞尾酒，在巴西有著國民雞尾酒的地位，巴西政府也曾為它立法訂立法定酒譜。目前也是國際調酒師協會收錄的正式雞尾酒之一。一般而言卡琵莉亞的材料包含糖、青柠還有卡夏莎，但是市面上也有很多以這杯調酒為基礎做出的新變化，比較知名的有卡琵羅斯卡，這杯是將基酒變換成伏特加，同樣也收錄在國際調酒師協會的酒譜中。

## 字根
卡琵莉亞（Caipirinha）字根來自葡萄牙語 Caipira，這個詞是指鄉下人，甚至帶有鄉巴佬的貶義，而在巴西葡萄牙語的語境中一般是指來自巴西中南部農村的人。

## 歷史
甘蔗自從1532年被引進巴西後成為了當地和殖民母國葡萄牙重要的經濟來源之一，而巴西的甘蔗文化也從那個時期開始萌芽，而卡沙夏也在之後被發現。 雖然目前沒有確切證據證明卡琵莉亞的具體創造時間，但是人們普遍相信它是改良自1918年西班牙流感流行期間的民間偏方，那時的人們會飲用一些參雜酒、大蒜、蜂蜜、檸檬的飲料來做為對抗疫情的藥酒，以現代眼光來看其實其中不乏一些可以補充維他命C的内容物。

## 變化
卡琵羅斯卡（Caipiroska）：基酒變換成伏特加
Caipirissima：基酒變換成蘭姆酒

清酒莉亞（Sakerinha）：基酒變換成清酒 
在意大利也有用金巴利來取代卡沙夏的例子

## 資料來源
1. 1 2  .   [2020-05-15]. 原始内容存档于2015-03-07.
2. ↑  .   [2020-05-15]. （原始内容存档于2020-06-04）.
3. ↑  .   [2020-05-16]. （原始内容存档于2019-08-21）.
4. ↑  .   [2020-05-16]. （原始内容存档于2020-04-04）.
5. ↑  . Portuguese For Spanish Speakers.   [2020-05-16]. （原始内容存档于2019-12-28）.
6. ↑  . Complete Cocktails. 2013  [2020-05-16]. （原始内容存档于2016-03-25）.